# San Juan Chamelco
San Juan Chamelco är en kommunhuvudort i Guatemala.   Den ligger i departementet Departamento de Alta Verapaz, i den centrala delen av landet, 90 km norr om huvudstaden Guatemala City. San Juan Chamelco ligger 1 408 meter över havet och antalet invånare är 11 944.
Terrängen runt San Juan Chamelco är kuperad söderut, men norrut är den platt. Runt San Juan Chamelco är det ganska tätbefolkat, med 134 invånare per kvadratkilometer. Närmaste större samhälle är Cobán, 5,8 km nordväst om San Juan Chamelco. I omgivningarna runt San Juan Chamelco växer i huvudsak städsegrön lövskog.